# 長野県野沢北高等学校
長野県野沢北高等学校（ながのけん のざわきたこうとうがっこう）は、長野県佐久市野沢に所在する公立高等学校。通称「野北（のきた）」、「北高（きたこう）」。

## 概要

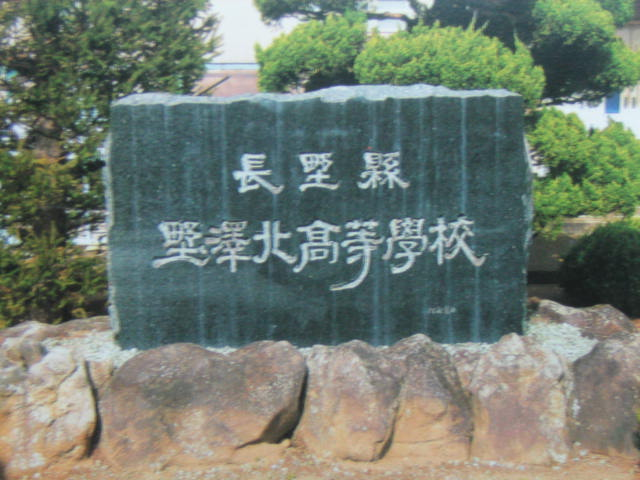
校名と学生歌が刻まれた碑

2015年度より、普通科が5クラスから1クラス減の4クラスとなり、理数科1クラスと合わせて計5クラスで構成。
通常授業時間は55分間で、午前8時40分から授業が開始される。なお2001年度までは、登校日であった土曜にSHRはなく、午前8時45分から授業開始だった。
時間割はA週とB週で区別され、A週は月～金の5日間授業、B週は月～土の6日間授業となる。B週土曜は授業開始時刻は通常と同じで、3時間授業である。2013年度より55分間授業となり、時間割も大幅に変更された。
文化祭は「日輪祭」と称し、毎年6月下旬から7月上旬に行われている。4日間にわたって行われ、1日目には各種準備と前夜祭が行われる。2･3日目は1･2学年によるクラス展、3学年による模擬店、吹奏楽班･軽音楽班･音楽班などによる発表、地学班･科学班･生物班などの研究成果の展示、美術班･写真班による作品展示、また「青空ステージ」と呼ばれる生徒参加型の企画が行われていた。（1988（昭和63）年から2019（令和元）年までの間）。4日目には合唱コンクールと後夜祭が行われる。合唱コンクール終了後に全校で、ベートーヴェンの交響曲第9番のドイツ語による合唱が行われる。後夜祭ではミニ運動会を行い、ファイヤーストームでは弓道班が火矢を射る。そして告白ステージや水掛けといったイベントが毎年行われている。
県内の旧制中学校をルーツとする公立高校によくある伝統として、新入生は入学直後に応援団から応援練習を受けるのが恒例となっている。

## 班活動
クラブ活動は「班」をもって行われ、「班活」と呼ばれる。近年、進学を優先させるために班活動の時間を削減しているが、運動班はほとんどの班が県大会へ進出する実力を持つ。
高冷地に位置するためスピードスケートが盛んで、かつては高校総体で何度も上位入賞を果たしている。2008年度にはショートトラックの世界ジュニア選手権代表を輩出した。高校総体にも出場し、2種目で優勝と準優勝を達成した。
野球班は1974年、第56回全国高等学校野球選手権大会に出場した。
近年では2015年選手権長野大会ベスト8という戦績がある。
女子ハンドボール班は、ほぼ毎年北信越大会へ進出している。
陸上班は2007年度秋田わか杉国体少年男子A100メートル、2012年度高校総体女子走高跳に出場した。
学芸班では、将棋・囲碁班が毎年全国大会へ出場し、2008年には全国準優勝に輝いた。
男子弓道班は第164回東信高等学校体育大会で団体、個人共に優勝。第165回東信高等学校体育大会で、個人優勝。令和元年度長野県総合体育大会では数年ぶりに団体ベスト8。
長野県内の旧制中学系の多くの公立高校と同様に、新入生は入学直後に応援団から応援練習を受けるという伝統が続いている。

## 沿革
- 1901年4月1日 - 長野県立上田中学校野沢分校として創立。
- 1904年4月1日 - 長野県立野沢中学校として独立。
- 1920年4月 - 長野県令38号により、長野県野沢中学校に改称。
- 1948年4月 - 学制改革により、長野県野沢北高等学校となる。
- 1950年4月1日 - 男女共学制となる。
- 1960年10月1日 - 校歌制定。
- 1974年8月 - 野球部が甲子園へ出場（2回戦：0-9佐伯鶴城に敗退）<[2]
- 1994年4月1日 - 理数科を設置。
- 2001年10月 - 創立百周年記念式典挙行。
- 2002年4月 - 3学期制を前後期制に改める。
- 2007年4月 - 再び3学期制に移行。土曜公開授業開始。
- 2015年4月 - 再び前期後期制に移行。
- 2020年3月24日、長野県の少子高齢化に伴う県立高等学校再編計画により野沢南高等学校と再編統合されることが決定した[3]。
- 2022年10月22日‐創立120周年記念式典開催[4]

## 教育目標
- 教養を高め、知性を磨き、心身を鍛え、平和な世界を希求し、社会の有為な形成者となる資質を培う

## 著名な出身者

### 政界
- 阿部良太郎-浅間町長、警廃事件を契機に政治に関わる[5]
- 井出一太郎 - 内閣官房長官、農林大臣、郵政大臣
- 井出正一 - 厚生大臣
- 小林武治 - 厚生大臣、法務大臣、郵政大臣、静岡県知事
- 木内均 - 元衆議院議員
- 田村智子 - 衆議院議員、元参議院議員、日本共産党委員長[6][7]
- 土屋哲男 -元 東御市長
- 中澤周三‐長野県議会議員、浅科村長[8]
- 三浦大助 ‐ 元佐久市長
- 柳田清二 - 佐久市長、元長野県議会議員　柔道班出身
- 小泉俊博 - 小諸市長　柔道班出身
- 依田米秋 - 元進歩自由連合党首[9]

### 官界
- 井出亜夫 - 官僚、元経済企画審議官（58回昭和37年卒）[10]
- 大井篤 - 元防衛参事官、元豪州三井物産社長、元日本デザイン振興会理事長
- 髙見澤將林 - 防衛省防衛政策局長、防衛研究所長、内閣官房副長官補（安全保障・危機管理）・国家安全保障局次長等を経て、2016年12月現在軍縮会議日本政府代表部大使

### 学界
- 井出源四郎 - 33回昭和13年卒[11]　千葉大学学長、千葉大学医学部長
- 小林昭七 - カリフォルニア大学バークレー校教授（幾何学）、日本数学会幾何学賞受賞
- 櫻井和市 -大正9年卒[12]　 学習院長、学習院大学文学部教授
- 臼田泰如-国立国語研究所[13]
- 臼田裕一郎-国立研究開発法人防災科学技術研究所総合防災情報センター センター長[13]
- 佐藤修一郎-中央大学 理工学部 教授[13]
- 関口末夫 - 成蹊大学名誉教授
- 小泉修一 - 山梨大学医学部教授[4]
- 依田憙家 - 早稲田大学名誉教授、元早稲田大学アジア太平洋研究センター教授[14]
- 小林巳智次 - 北海道大学法学部部長　北海学園大学名誉教授
- 加藤貴昭 - 工学者，元慶應義塾大学野球部主将
- 小林順治 - 上智大学副学長[15] 経済学部教授 独立行政法人日本スポーツ振興センター監事
- 木内文之 - 慶應義塾大学薬学部教授

### 財界・経営者
- 出澤剛 - 実業家、LINE代表取締役社長CEO[16]
- 岩井重人 - 実業家、元住友不動産販売代表取締役社長、元不動産流通経営協会理事長
- 岩間辰志 - 元サッポロホールディングス代表取締役社長
- 樫山　信-実業家、樫山工業創業[17]
- 小山敬吾 - 早稲田ゼミ創設、学校法人湖南学園早稲田ゼミナール理事長[18][19]
- 滝澤秀之 - 実業家、相鉄ホールディングス代表取締役社長、元相模鉄道代表取締役社長
- 上杉勢太- 実業家、YADOKARI 代表取締役
- 土屋尚史 - 実業家、グッドパッチ創業者 代表取締役社長CEO
- 柳澤安慶 - 実業家、ファンコミュニケーションズ創業者 代表取締役社長
- 山崎徳之 - 実業家、株式会社ライブドア 代表取締役

### 軍人・自衛官
- 小池勇助 - 沖縄戦時の軍医少佐　ふじ学徒隊隊長[20]
- 細萱戊子郎 - 海軍中将、第五艦隊司令長官、南洋庁長官
- 油井亀美也 - 宇宙飛行士。米国NASAの宇宙飛行士候補者訓練を受け、訓練修了後、JAXA宇宙飛行士に認定された[16]。
- 西川俊彦-37回昭和17年卒　陸軍特攻隊長。終戦後8月18日に敗戦の責任をとって浅間山で自爆。[21]
- 小池勇助 - 沖縄戦で女子学徒の命を救った軍医[22]

### 文化・芸術
- 青木理 - ジャーナリスト[4]
- いではく - 作詞家、JASRAC会長（56回昭和35年卒）[10]
- 井出孫六 - 直木賞作家
- 小澤英世‐ピアニスト、桐朋学園大学及び附属高等学校、小諸高等学校音楽科、各講師[23]
- 神津港人-洋画家[24]
- 倉石真 -　テノール歌手[25]
- 小木田順子 - 幻冬舎新書編集長[4]
- 小林亜星-作曲家　疎開して野沢中学に通学[26]
- 白鳥龍也 -東京新聞編集委員
- 新海誠 - 映像作家　弓道班出身[27][28][16]
- 瀧澤美奈子 - 科学ジャーナリスト
- 田口計 - 俳優
- 永原皓-作家[29]
- ハタタケル - 作家
- 原　真人-朝日新聞編集委員
- 御影倫代 - 元長野放送アナウンサー
- 宮澤康造-日本ペンクラブ会員、日本文学碑研究会主宰[18]
- 三石勝五郎‐詩人[30]
- 山室静 - 北欧文学翻訳家、評論家[31]
- 山本文彦 - 洋画家、筑波大学名誉教授、日本芸術院賞・恩賜賞受賞
- 尹美亜 - 映画監督[32]
- 吉岡忍 - 作家（63回昭和42年卒）[10][4]

### スポーツ
- 稲垣克臣 - 元パンクラス選手
- 小林宏 - カーリング選手・解説者（バンクーバーオリンピックで人気を博す）
- 清水鷹次郎-プロ野球選手[33]
- 杉山重雄 - 元プロ野球選手（ヤクルト - 南海）（64回昭和43年卒）[34]
- 菊池萌水 - 2014年ソチオリンピック ショートトラックスピードスケート代表[35]

## 校章
桜花と光芒の組み合わせ。
本居宣長の「敷島の大和心を人問はば　朝日に匂ふ山ざくら花」の歌から取られたものである。

## 校歌・応援歌
- 校歌（作詞：草野心平、作曲：小山清茂）[36]
- 学生歌（作詞：秋山晴夫、作曲：東京音楽学校）[37]）
- 応援歌（第一・第二）
- 運動歌
- 選手慰安の歌
- 凱歌｢日輪天に｣（作詞いではく）

## 高校関係者と組織

### 高校関係者組織

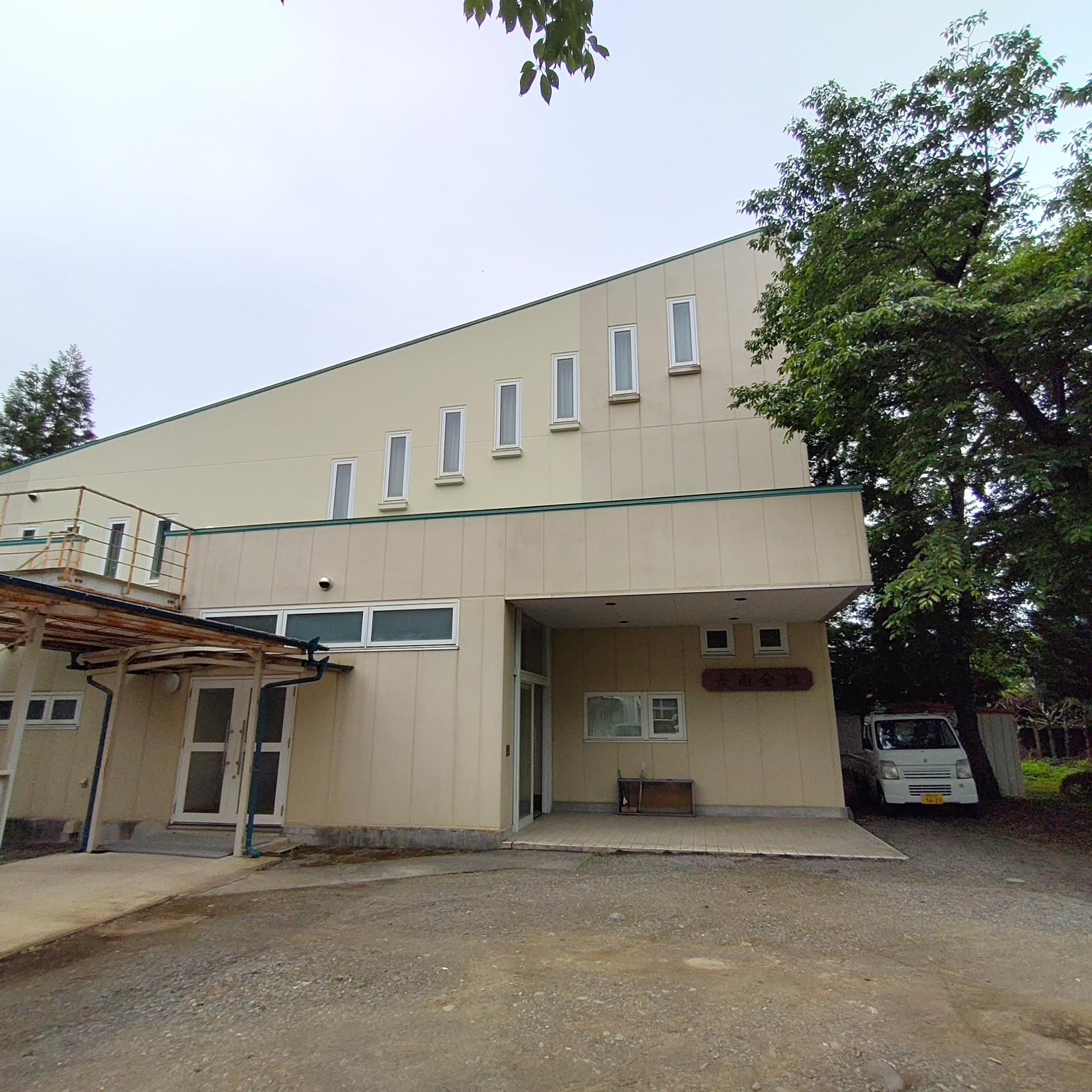
岳南会館

旧制野沢中学、野沢北高校の同窓会組織は「岳南会」といい、1906年(明治39年)、第1回卒業生を送り出した直後の4月に発足した。
創立100周年事業として岳南会館を2000年（平成12年）に建設した。

## 記念物

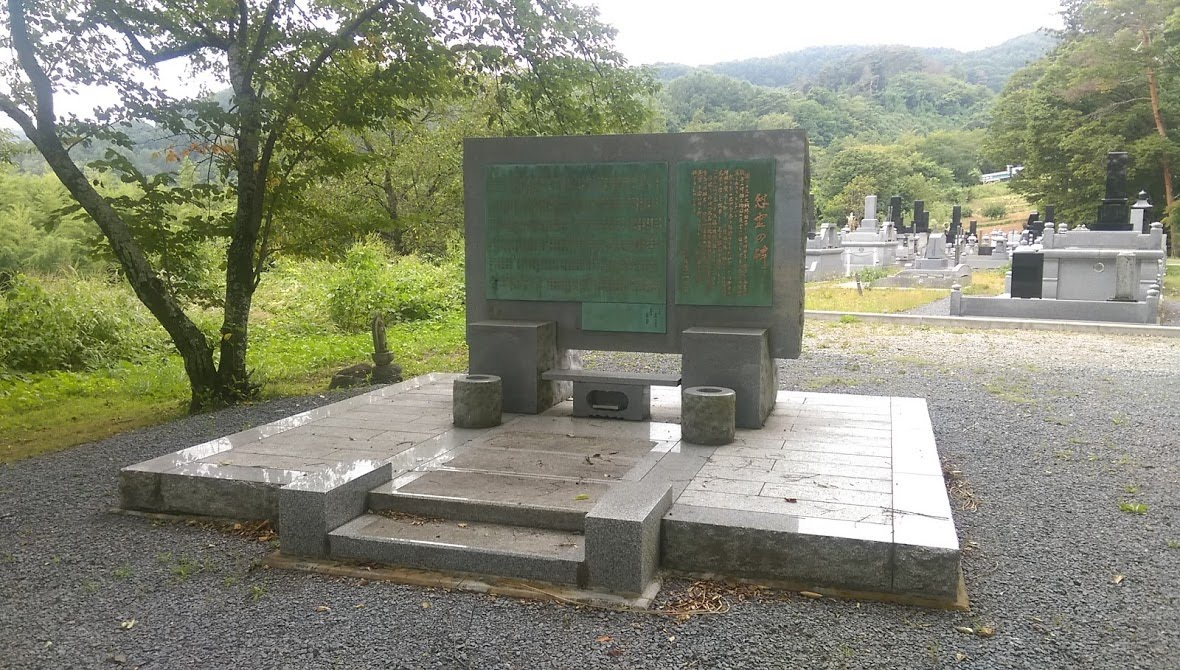
岳南会戦没者慰霊碑

創立100周年記念事業として、2001(平成13)年10月、同窓生戦没者等慰霊記念碑が母校と浅間山を望む貞祥寺境内に建立され、岳南会戦没者等慰霊祭が執り行われている。

## 最寄駅等
- 東日本旅客鉄道小海線：中込駅
- 千曲バス山手線：「学校前」バス停